# Eugène Lefèvre
Charles Eugène Jean Romain Lefèvre, né le 29 août 1865 à Périers et mort le 9 septembre 1926 à Fermaincourt, commune de Cherisy, est un banquier français, directeur général du Crédit lyonnais.

## Biographie
Docteur en droit, il entre en 1892 au Crédit lyonnais, au service des études financières dont il prend la tête en 1899. Nommé secrétaire général de la banque, il en devient directeur général en 1922.
Il était également administrateur du Crédit national et de la Compagnie des mines de Vicoigne, Nœux et Drocourt. Il fut chevalier puis officier de la Légion d'honneur.